# Ženska ob oknu (Caspar David Friedrich)
Ženska ob oknu je slika olje na platnu iz leta 1822 nemškega romantičnega umetnika Casparja Davida Friedricha. Ta slika je trenutno v Alte Nationalgalerie v Berlinu. Slika prikazuje notranjost z žensko, gledano od zadaj, ki gleda skozi odprto okno. Za oknom so vidni jambori ladij. Ženska v delu je Friedrichova žena Caroline in pogled skozi okno je iz njegovega ateljeja s pogledom na reko Labo v Dresdnu. Friedrich je predložil svoje delo za razstavo na Akademiji v Dresdnu, vendar dela ni dokončal pravočasno, da bi bilo na glavni razstavi.
Ta slika uporablja motiv Rückenfigure ali figure, vidne od zadaj, ki je običajno povezana s Friedrichom, ki je zloglasno uporabljal to kompozicijsko napravo v številnih svojih delih. Rückenfigur gledalcu služi kot nadomestek, da izkusi to, čemur je priča. Na tej sliki je gledalec povabljen, da pogleda onstran notranjosti v zunanji svet, kot to počne ženska, ki izkuša svoj občutek hrepenenja.

## Umetnik in model
Caspar David Friedrich se je rodil v pristaniškem mestu Greifswald v Pomeraniji leta 1774, mnogo let pred združitvijo nemških mest in držav. V poznem 18. in zgodnjem 19. stoletju je Nemčija ostala gospodarsko in politično šibka, vendar je rasla v intelektualnem in duhovnem smislu. Pojav romantike je spodbudil premik od materialnega sveta k naravnemu svetu, kar je razvidno iz nemškega romantičnega gibanja, ki je zajemalo Friedrichovo življenje. Friedrich, ki je delal predvsem v Dresdnu, je vzpostavil svoj duhovni umetniški slog in ustvaril pokrajine, ki so »gledale tako navznoter kot navzven«.
V Dresdnu je Friedrich tudi srečal svojo ženo Caroline Bommer, s katero se je poročil leta 1818. Friedrich naslika svojo ženo Caroline v Ženski ob oknu, štiri leta po njuni poroki, v njunem dresdenskem stanovanju s pogledom na Labo. Caroline se pojavlja kot figura v številnih Friedrichovih delih, kot so Sestre, Kredne pečine na Rügenu in Na jadrnici. Friedrichova umetnina je dolgo vključevala figure, po njegovi poroki pa je dala nov poudarek domačnosti.

## Vplivi
Med letom 1816 je Friedrich doživel tisto, kar je opisal kot »krizo« v svojem umetniškem slogu, pri čemer je bil njegov glavni poudarek na morskih krajinah, ki jim je manjkalo živahnosti in formalnosti.  V naslednjih letih so na Friedrichov slog močno vplivale spremembe v njegovem družbenem življenju, vključno z njegovo poroko s Caroline Bommer leta 1818, po kateri je dal nov poudarek figuram v svojih umetninah. Na Friedrichovo delo v tistem času so morda vplivali tudi mlajši umetniki, s katerimi se je seznanil v Dresdnu, med njimi Georg Friedrich Kersting, Carl Gustav Carus in Johan Christian Dahl. Zlasti Dahl je imel pomemben vpliv na Friedrichovo delo; umetnika sta bila tesno povezana, skupaj sta si delila hišo v Dresdnu. V času njunega prijateljstva je bila opazna Friedrichova osredotočenost na pokrajino ter uporabo živih barv in ohlapnejših potez čopiča.
Pred izdelavo Ženske ob oknu je Friedrich ustvaril sepijsko skico svojega pogleda z okna svojega studia v Dresdnu. Začenši s skico Pogled iz umetnikovega ateljeja leta 1806, je Friedrich svojo veščino uveljavil pri upodabljanju pogleda skozi odprto okno, skozi katerega predstavlja sopostavitev »med notranjostjo in zunanjostjo kot igro med jazom in svetom, zavestjo in naravo«. Friedrichova rafinirana uporaba motiva okna predstavlja tako umetnikovo stališče kot pogled skozi okno.

## Kompozicija
Kompozicija te slike sledi pravokotni postavitvi z odmikajočimi se navpičnimi in vodoravnimi ravninami, ki ustvarjajo simetrično notranjost. Geometrične linije, ki jih ustvarijo talne deske, polkna, letve in okenska polica, opredeljujejo simetrično naravo dela, ki se zbližuje s pogledom zunaj okna. Simetrično notranjost prekinja rahlo nagnjena drža ženske, ki je vzporedna z jambori ladij na Labi. Znotraj gole sobe sta desno od ženske na polici vidni dve steklenici. Osrednja figura je ženska, vidna od zadaj, oblečena v skromno zeleno obleko, tehnika, ki jo je Friedrich pogosto uporabljal, znana kot Rückenfigur. Friedrich ima v mnogih svojih delih podoben prizor, kjer figura (običajno gledana od zadaj) razmišlja o naravi, ki se pojavi pred njimi, njihova reakcija pa za gledalca slike ostane nedoločena. Na tej sliki ženska stoji v notranjosti sopbe meščanskega razreda in gleda skozi odprto okno ter fragmentira pogled. Ženska zre v ladje, ki se zibljejo na reki Labi in topole na oddaljeni obali ter vabi gledalca, da stori enako. Friedrich prikazuje žensko v tihi kontemplaciji, kar vzbuja občutek hrepenenja in negotovosti.

## Interpretacije in analize
Osrednja figura, Friedrichova žena Caroline, ima neformalno držo in ustvarja vtis, da je Friedrich opazoval in ujel prizor v točno določenem trenutku. Ženska drža odseva intimen trenutek v Friedrichovi družinski sferi. Ko opazuje pogled iz umetnikovega ateljeja, deluje sproščeno in zadržano. Preprostost domačega prostora popelje gledalčev pogled v pogled čez okno na jambore ladij, ki jadrajo po Labi, in zelenje v daljavi. Friedrich zrcali obliko platna s pravokotnim oknom znotraj dela. Samo sliko je mogoče videti kot okno, skozi katerega lahko gledalec vidi ta prizor, ki odraža isto dejanje kot ženska v delu. Skozi okno zre v drugo sfero, tako kot gledalec opazuje to sliko. Tako kot ima ženska na tej sliki zakrit pogled, je tudi gledalec »v položaju izgnanstva in hrepenenja po tem, kar lahko vedno le delno vidimo«. Friedrich v svojih pokrajinah pogosto uporablja simetrijo v odnosu do osrednje figure; simetrija izhaja iz te figure, ki simbolizira njihovo medsebojno povezanost in duhovno izkušnjo s pokrajino. Vendar je na tej sliki osrednja figura ločena od pokrajine; duhovna povezava izhaja iz njene molitvene drže in oblike križa v okenski šipi nad njeno glavo. Ženski visoko simetrični domači prostor je v nasprotju z asimetričnim svetom za oknom, poudarjenim z gledalčevim razdrobljenim pogledom na ladje in topole na bregovih reke.
En učenjak je v nasprotju s splošno sprejeto idejo, da se črte talnih desk in polken stekajo v osrednjo točko slike, in namesto tega opaža, da če sledite črtam, se bodo stekale na točki, ki je tik do središča slike. Ta necentrirana konvergenčna točka kaže na stališče, s katerega je Friedrich opazoval prizor svoje žene pred oknom in slikal na tem delu. V tej razlagi se trdi, da delo »vključuje pogled na simetrijo iz kota«, kar sovpada s Friedrichovim ciljem prikazati subjektivnost kot posameznikovo izkušnjo referenčnega okvira.
Friedrich v svoja dela pogosto vnaša implicitne religiozne motive, ki jih je mogoče skrbno vključiti tudi v kompozicijo Ženska ob oknu. Križna oblika okenskega stekla nad žensko glavo služi kot krščanski simbol, ki je vmes med svetom za oknom, ki simbolizira duhovni svet in notranjostjo, v kateri stoji žena, ki predstavlja zemeljski svet. Poleg križaste oblike okenskega okvirja lahko jambori ladij, ki plavajo po reki, služijo tudi kot religiozni motiv, ki simbolizira in izzove željo po potovanju onkraj znanih obzorij, da bi odkril nove kraje ali duhovno razsvetlitev. Friedrich implicitno uporablja ladjo kot simbol v svojem delu Življenjska obdobja, kjer prikazuje pet ladij kot različna obdobja posameznikovega življenja, ki zrcalijo oblike petih figur na obali. Za Friedricha je bila ladja pogosto »simbol človekovih upov in prehoda iz življenja v smrt«.